# ペプコン大爆発

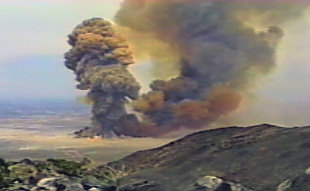
ペプコンの爆発

ペプコン大爆発 (The PEPCON disaster) は、1988年5月4日にアメリカ合衆国ネバダ州ヘンダーソン市のThe Pacific Engineering Production Company of Nevada （PEPCON/ペプコン）の工場で発生した工業災害である。化学火災とその後に続いた爆発により死者2人、負傷者約372人、金額にして1億ドルの被害が発生したとみられている。16キロメートルほど離れたラスベガス市街地の大部分が影響を受け、いくつかの機関が災害対策計画を立ち上げた。

## 背景
ペプコンの工場は過塩素酸アンモニウムを生産するアメリカで2つしかない業者のうちの1つであった。過塩素酸アンモニウムは、スペースシャトルのSRBや兵器などの固体燃料ロケットブースターの酸化剤のひとつである。もう一つの業者であるカー・マギー社は、ペプコンの施設から2.4キロメートル弱離れた、爆風の被害を受けた範囲に位置していた。また、この工場直下には、直径41センチメートル（16インチ）の高圧天然ガスのパイプラインが通っていた。
1986年1月28日のチャレンジャー号爆発事故以降、スペースシャトル打ち上げは見合わせとなっていたが、アメリカ政府は事故前と同じペースで過塩素酸アンモニウムを生産する契約をペプコンと継続していた。しかし政府からの製品の出荷先の指示がなくなったことで、大量の製品の管理手順の指示も保管に最適な施設もないまま、ペプコンは生産された過塩素酸アンモニウムのほとんどすべてをプラスチック製のドラム缶に詰めた状態で構内の駐車場に保管した。推定では、事故発生時点で3,900トンの最終生産品が施設内に保管されていた。

## 火災
合衆国消防庁（The United States Fire Administration）の報告によれば、火災はペプコン工場内の乾燥工程施設の周辺で当日11時30分から11時40分の間に発生した。事故当時、暴風のために鉄骨・ガラス繊維でできた壁・天井が壊れており、溶接トーチを用いた修理が従業員により行われていた。このとき、火が何らかの原因で、建材に引火したと考えられている。引火した炎は、ガラス繊維の部材を瞬く間に覆い、現場に残されていた過塩素酸アンモニウムによってさらに勢いを増した。従業員達がホースで消火活動をする間にも、炎は隣の建物に保管されていた過塩素酸アンモニウム製品の入った200リットルのポリエステル製ドラム缶にまで広がった。
従業員による必死の消火活動もむなしく、200リットルのドラム缶が爆発を始めたため、彼らは消火活動を放棄し現場から避難した。出火から最初の爆発までにかかった時間は正確にはわかっていないが、10 - 20分と考えられている。工場のほとんどの従業員は無事に生還したが、後に続いて発生した大爆発で2人が死亡した。犠牲者のうち1人はクラーク郡の消防署に通報するために現場に残った工場長で、もう1人は車いすを利用しており避難が不可能な者であった。

## 爆発
一連の爆発は最初の爆発がドラム缶の保管区域で発生し、その保管区域では4回の爆発により巨大な火球が発生した。その後も火災は広がり続け、つぎに満タンのアルミ製輸送コンテナの保管区域にまで達した。そこで2回の小さな爆発を引き起こし、さらに最初の爆発から約4分後に巨大な爆発を引き起こした。爆発のいずれかによって工場直下の高圧天然ガスのパイプラインが破裂して生じた火柱を除き、その巨大な爆発の後には燃料はほとんど残っておらず急速に鎮火に向かった。ガス会社は12時59分に約1.6キロメートル（1マイル）離れたパイプラインのバルブを閉め、火災現場への燃料供給を遮断した。
全部でポリエステル製ドラム缶とアルミ製輸送コンテナの2回の大爆発とともに、さまざまな過塩素酸アンモニウムの容器を含めて7回の爆発が生じた。これらの2回の大爆発は、コロラド州の国立地震情報センターによってそれぞれマグニチュード3.0と3.5の振動として観測された。3,600トン以上の製品が火災と爆発で燃え、その保管区域には深さ4.5メートル、直径60メートルほどのクレーターが形成された。

## 消防署の対応
ペプコンの施設から約2.4キロメートル北にあるヘンダーソン市の消防署長は、この火災による煙の列を目撃した。署長は署を離れていたが、速やかに自分の部隊に出動命令を出し、自らも煙の見える方向へ向かった。署長が工場から1.6キロメートル以内に近づいたとき、直径約30メートルの巨大な白とオレンジの火球、そして砂漠を横切って自分の方へ向かってくる何十人もの人々を見た。
署長が現場に到着した11時54分、1回目の大爆発が発生した。衝撃波によって署長の車の窓ガラスは粉砕され、飛び散ったガラスの破片が署長と同乗者を襲った。工場から逃げてきたボロボロになった車の運転手が、署長にさらに大きな爆発の危険を知らせ、この情報を聞いた署長は車をUターンさせて消防署へ引き返した。最初の大爆発の約4分後、2回目の大爆発が発生した。証言者は、この爆発で発生した衝撃波が地面を横切って自分達へと向かってくるのが見えたと報告しており、この地域の人々によって撮影された幾つかのビデオも衝撃波の動きを記録している。
2回目の爆発によって署長の車はほぼ破壊された。署長と同乗者は飛び散ったガラスによって負傷しながらも、ボロボロになった車を運転して治療のために病院へ行くことはできた。現場へ向かったヘンダーソン消防署の消防車はフロントガラスが吹き飛び、運転手と消防士たちはガラスの破片で負傷した。ヘンダーソン消防署は2回目の大爆発で実質的に完全に行動不能に陥った。こうした危険と無意味さを認識して、接近や消火のための努力は払われなくなった。

## 被害の評価
ペプコンの工場と近くのキッド社のマシュマロ工場の両方が破壊された。半径2.4キロメートル以内の被害は深刻であり、破壊された車や建物への構造的なダメージ、倒れた送電線などが見られた。4.8キロメートル以内では大量の窓ガラスの破壊や中程度の構造的ダメージが見られた。多くの構造物では、吊り下げ式の天井や張り出し、窓やドア、外装や壁の亀裂などに被害が見られた。
この爆発はコロラド州の国立地震情報センターでマグニチュード3.0-3.5の規模の地震であると観測され、被害は半径16キロメートルまでに広がった。建物は消防署と隣の倉庫の10万ドルの被害を含めて、ヘンダーソン市全域で被害を受けた。数百枚の窓ガラスが割れ、ドアはヒンジから吹き飛び、壁には亀裂が入り、多数の市民が飛散したガラスとその他の破片で傷を負った。11キロメートル離れたラスベガスのマッカラン国際空港では、窓に亀裂が入り、ドアが押し開けられ、最終進入中のボーイング737型旅客機が衝撃波で揺さぶられた。